# Kaigetsudō Ando

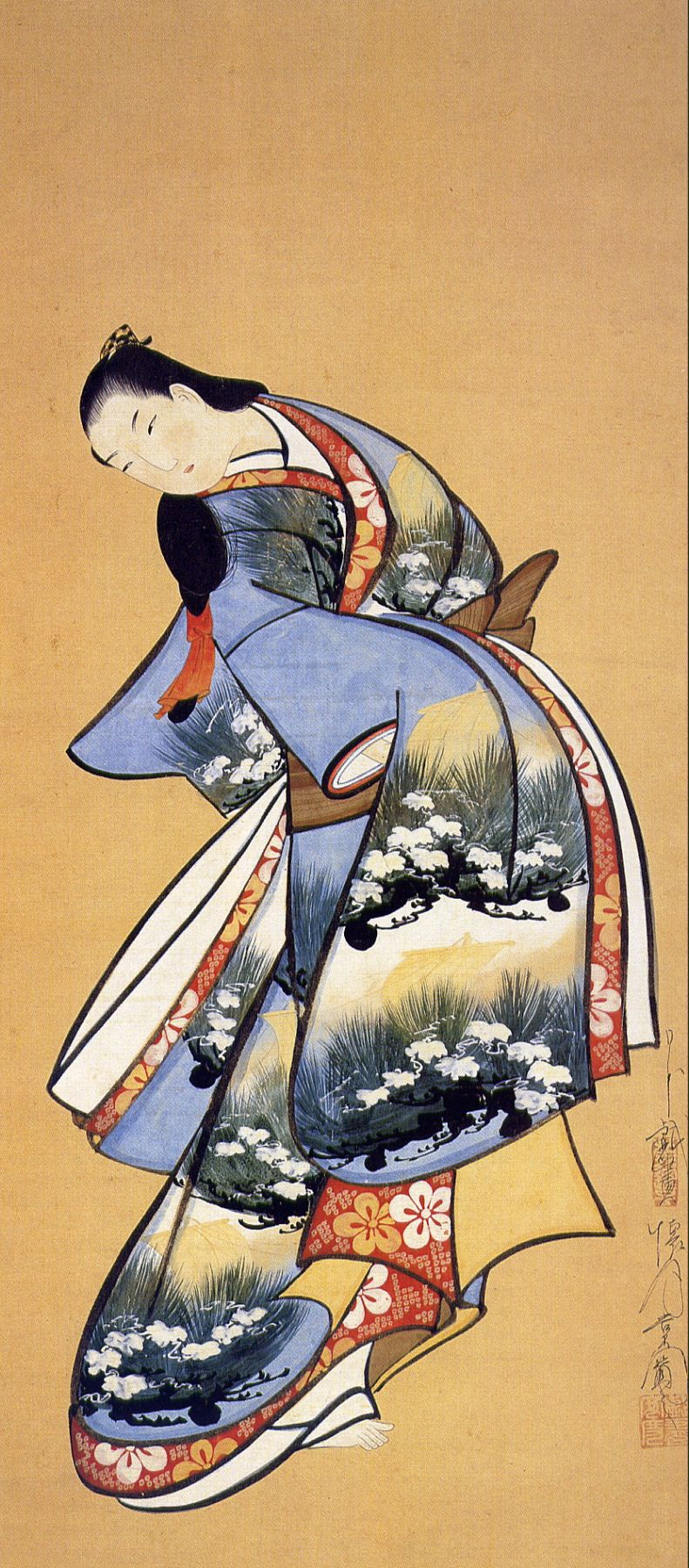

Kaigetsudō Ando (japanisch 懐月堂 安度, auch Kan’unshi (翰運子); tätig Anfang 18. Jahrhundert) war ein japanischer Künstler des Ukiyo-e, der vor allem wegen seiner gemalten Frauendarstellungen bekannt ist. 

## Leben und Werk
Als Kunsthändler benutzte Ando den Namen Dewaya Genshichi (出羽 屋源七). Er lebte im Suwa-chō im Asakusa-Gebiet in Edo. Im Unterschied zu den meisten Ukiyoe-Künstlern waren von ihm bis vor einigen Jahren keine Holzschnitte bekannt, er konzentrierte sich auf Originalgemälde schöner Frauen in prächtigen Gewändern und wurde dadurch in ganz Edo bekannt. Die sogenannten Kaigetsudō-Schönheiten, die von Ando und seinen Schülern in seinem Atelier produziert wurden, sind einzelne, ziemlich rundliche Frauen in konventioneller Pose. Die kräftige Linienführung und die Farbgebung in hellen Primärfarben übermitteln einen Sinn für Kühnheit und Klarheit.
Diese etwas schematischen Arbeiten der Kaigetsudō-Schule folgten der starken Nachfrage nach gemalten Ukiyo-e. 1714 war Ando in die Ejima-Affäre – es ging dabei um die Hofdame Ejima und den Kabuki-Schauspieler Ikushima – verwickelt und wurde daraufhin auf  die Izu-Insel Ōshima in Verbannung geschickt. Er wurde dann aber begnadigt und konnte nach Edo zurückkehren. Es sieht so aus, als ob Ando seine besten Bilder vor dieser Affäre und dem darauf folgenden Exil gemalt hat. 
Zu Andos bekanntesten Bilder gehören „Stehende Schönheit, sich kämmend“ (髪をなおす立美人, Kami o naosu tachi-bijin), und „Kurtisane in Begleitung eines Mädchens“ (遊女と禿図, Yūjo to kamuro zu).

## Bilder

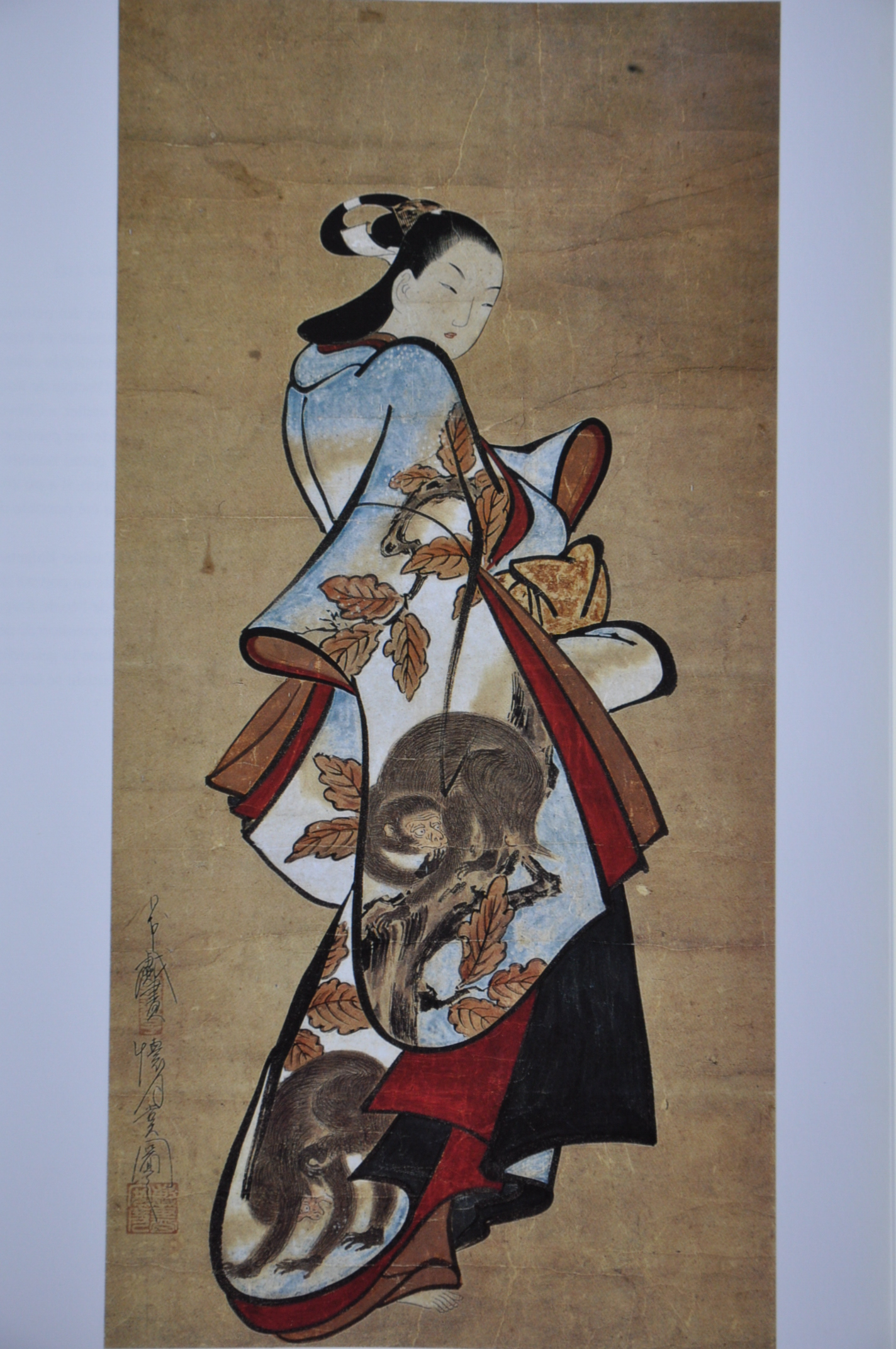
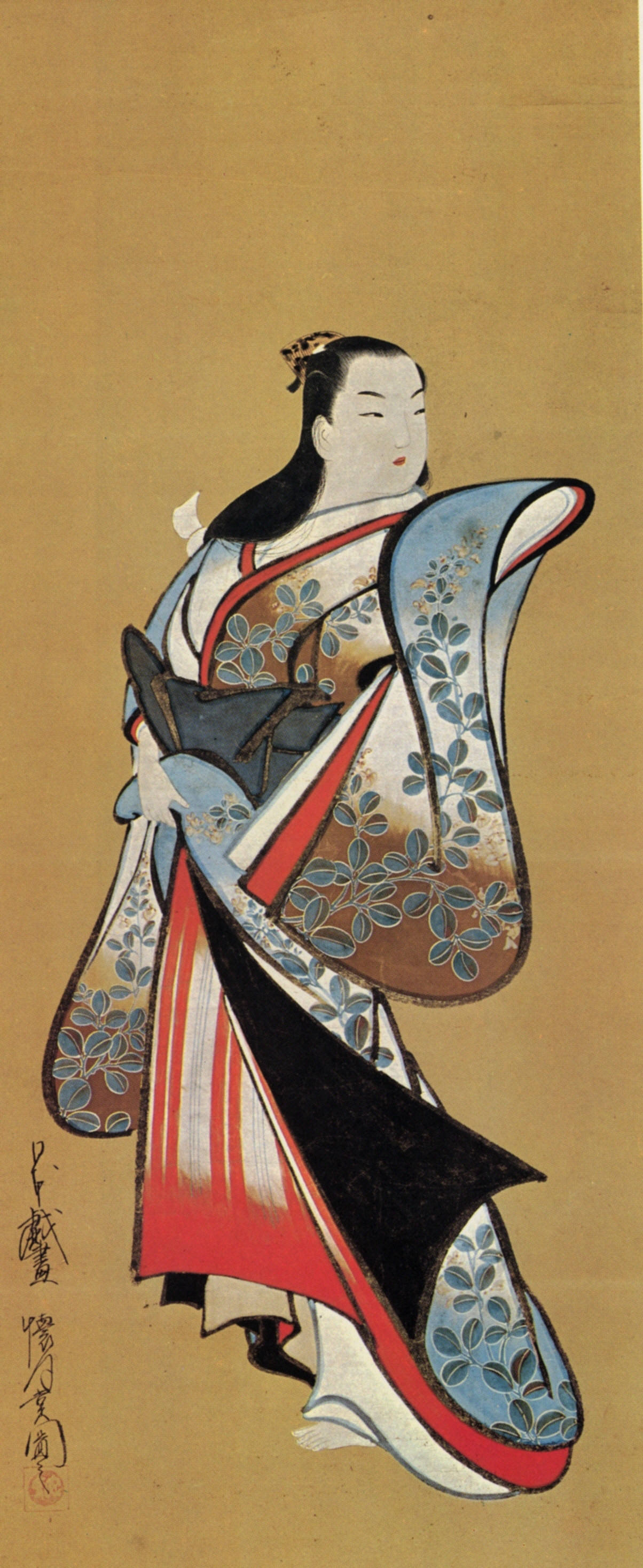
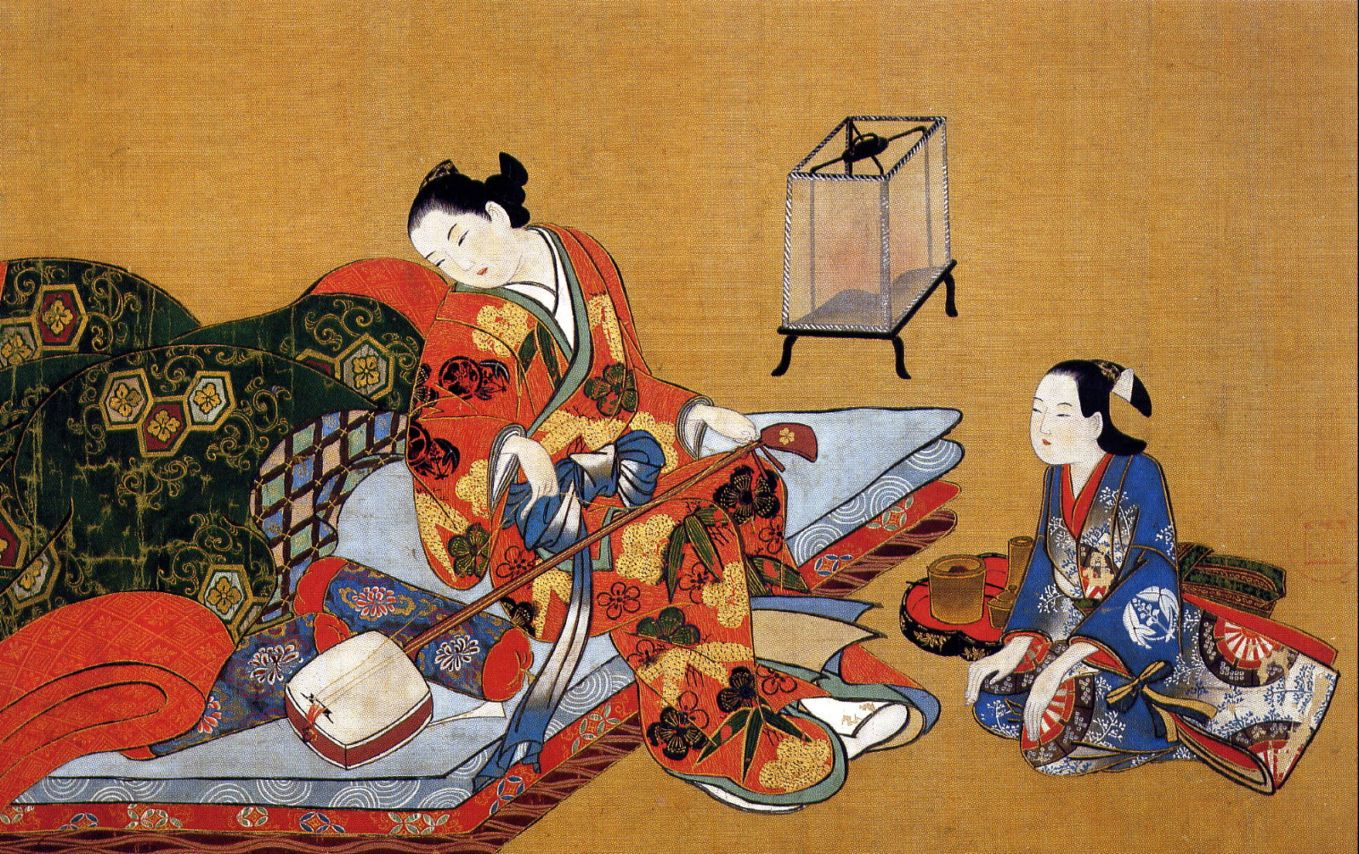
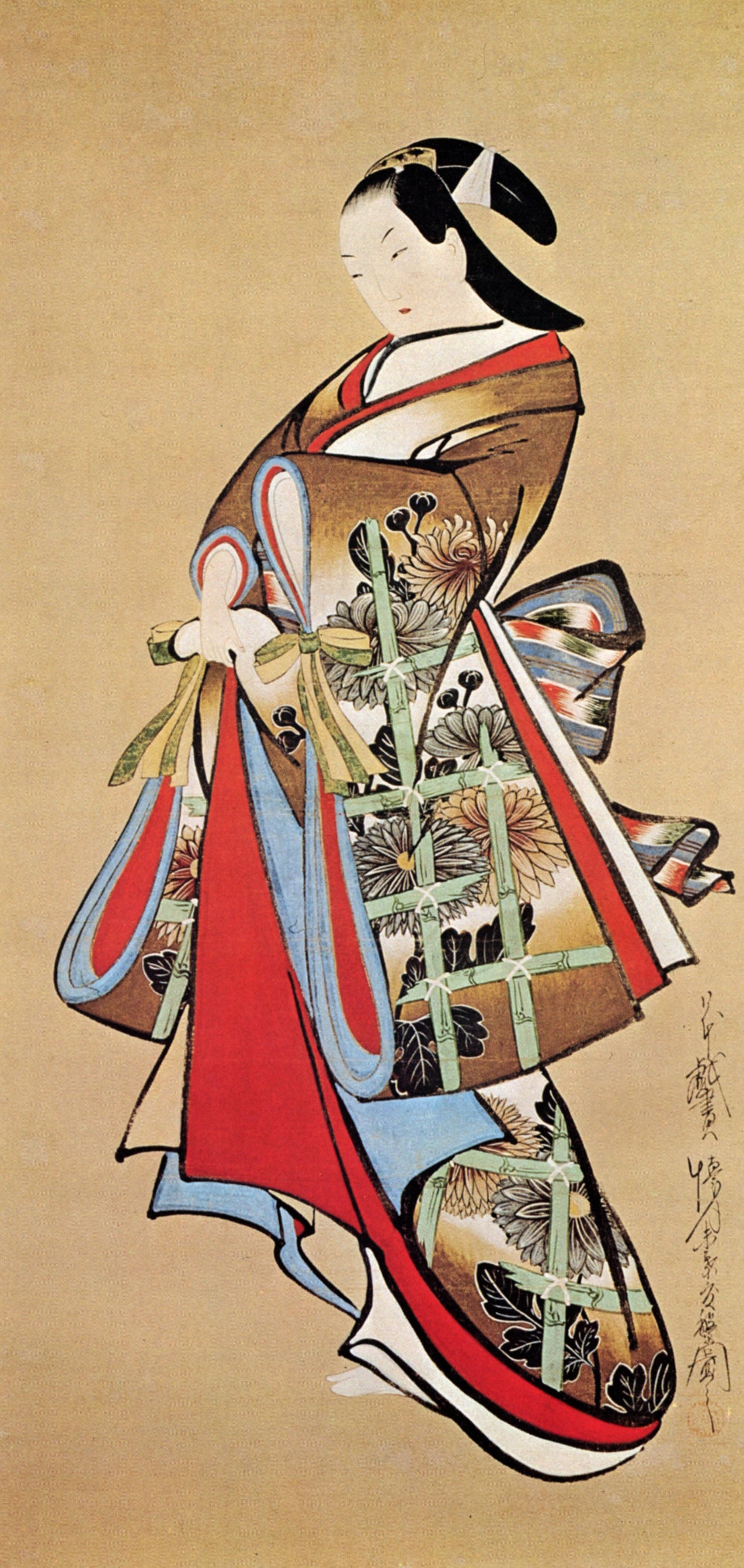
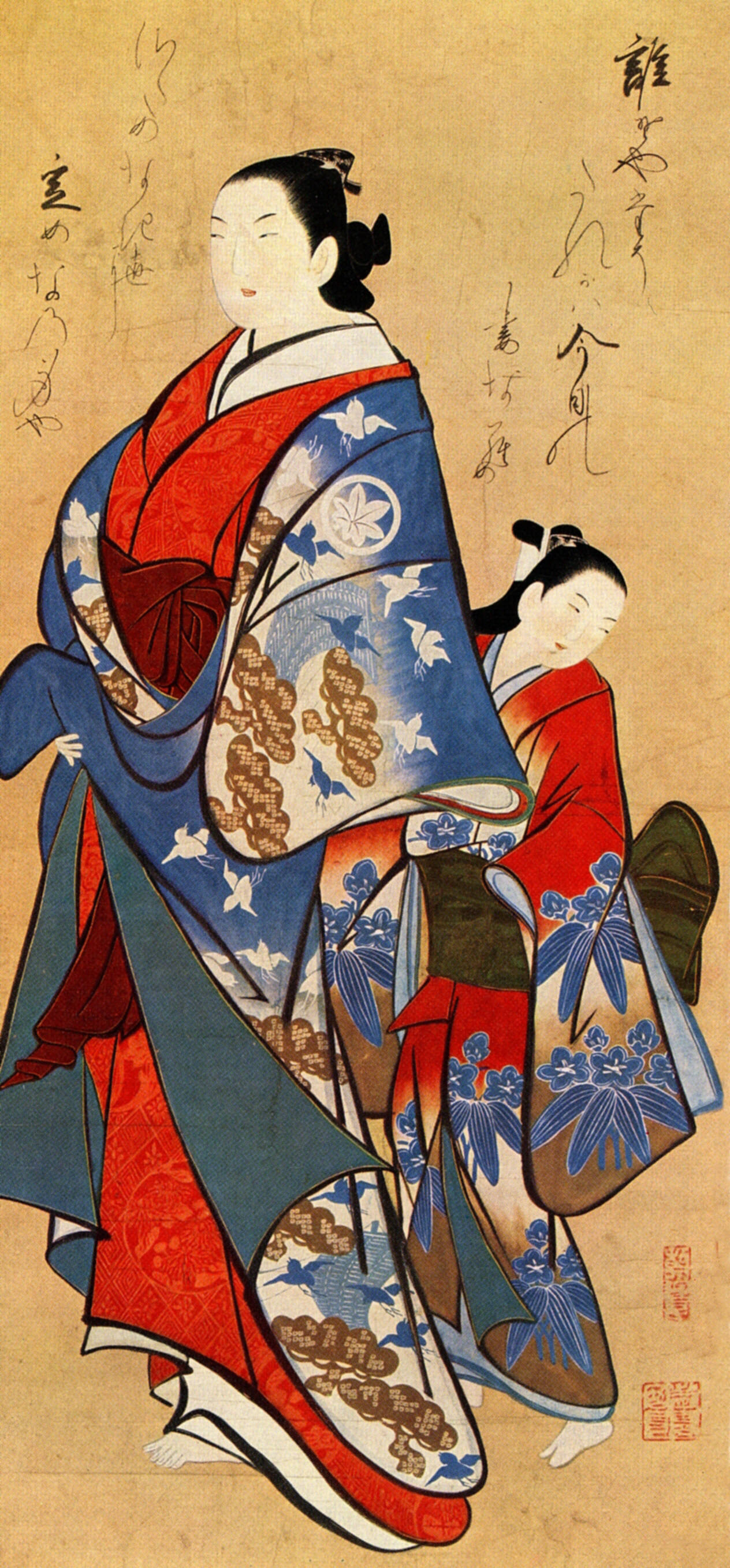
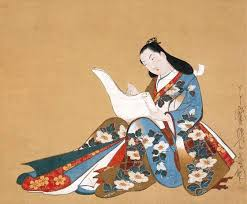
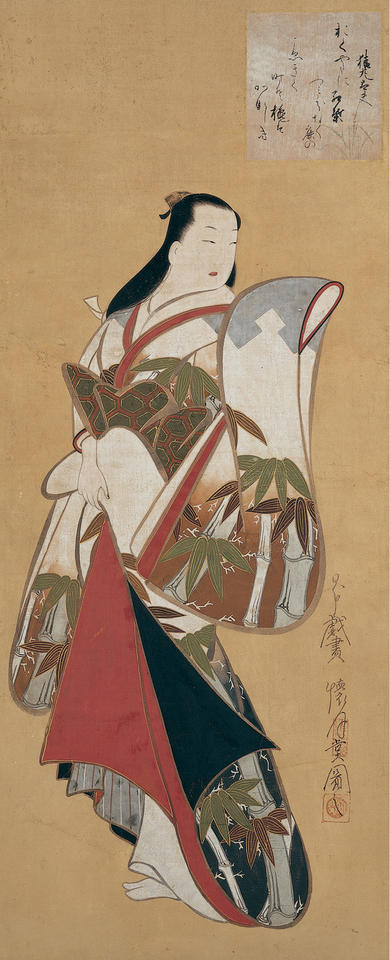
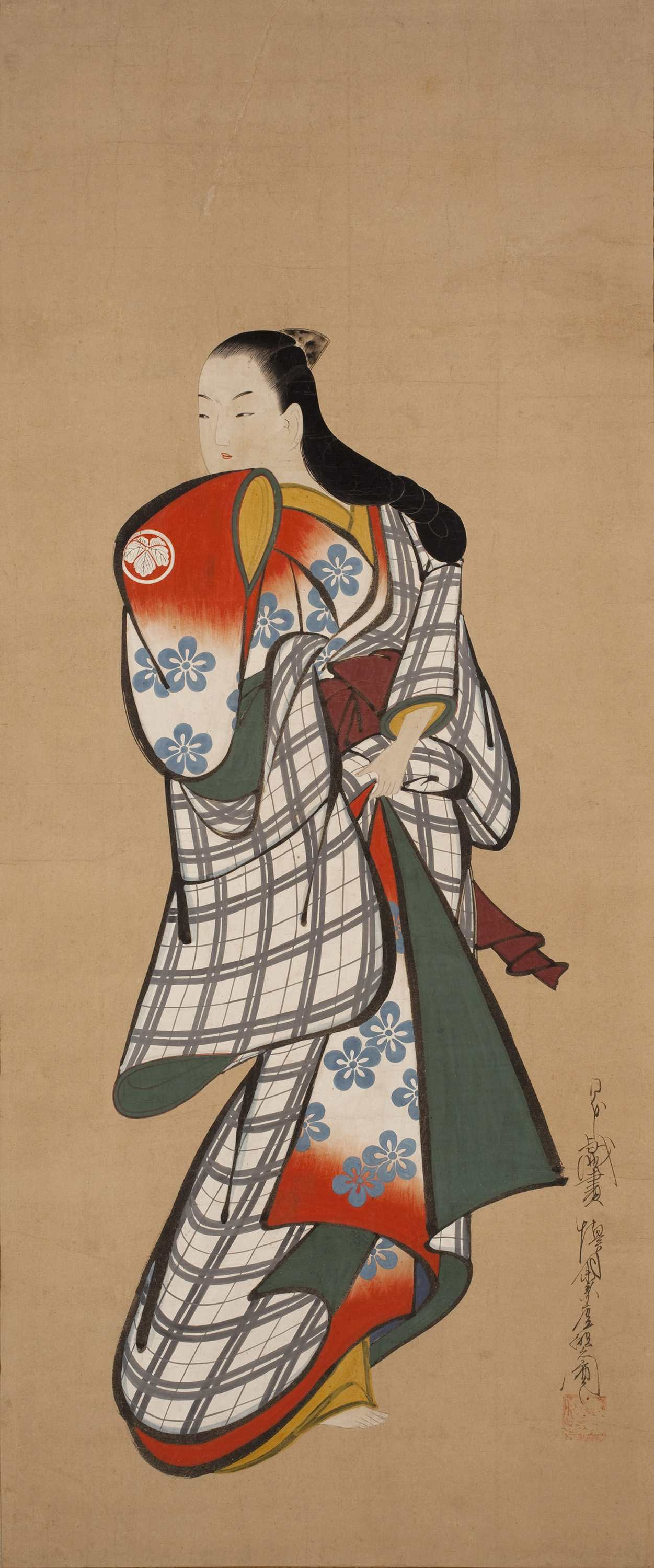
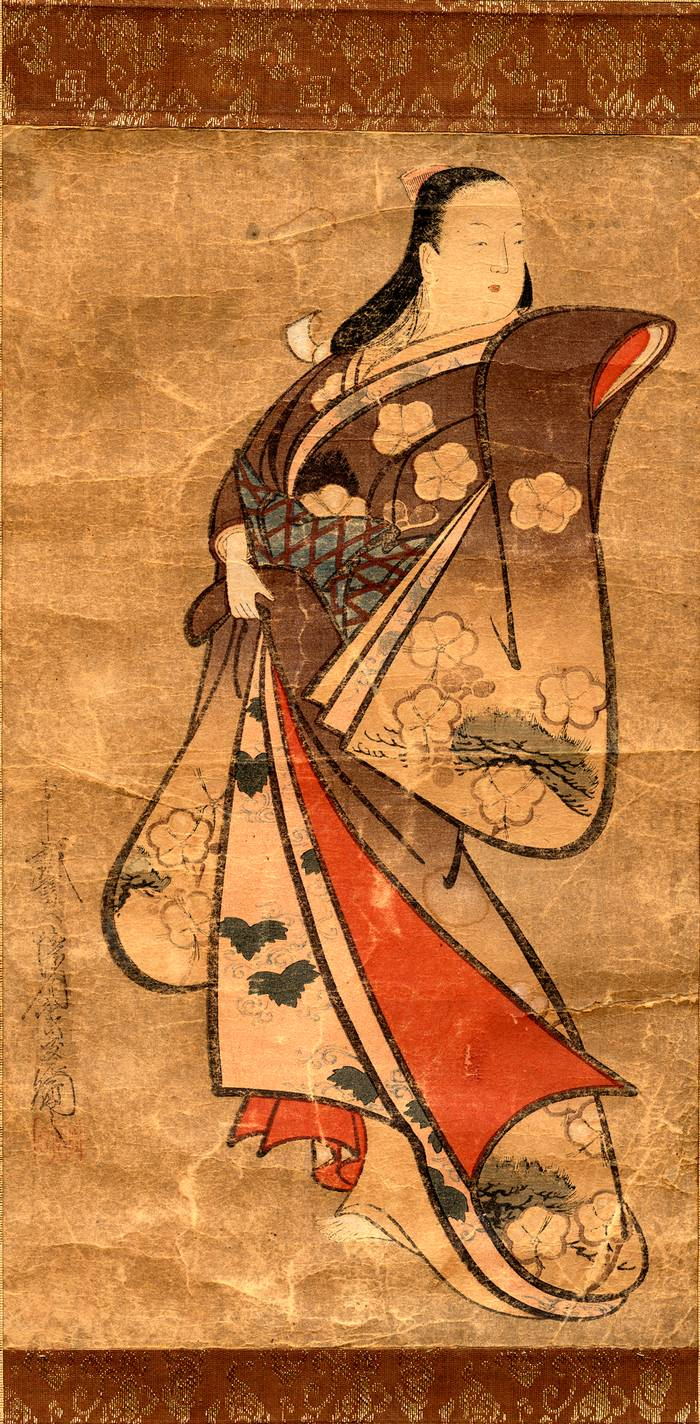

- [A 3]